# Elaeodendron
Elaeodendron is een geslacht uit de kardinaalsmutsfamilie (Celastraceae). De soorten komen wereldwijd voor in de (sub)tropen.

## Soorten
- Elaeodendron anjouanense H.Perrier
- Elaeodendron aquifolium (Fiori) Chiov.
- Elaeodendron australe Vent.
- Elaeodendron brachycremastron Guillaumin
- Elaeodendron buchananii (Loes.) Loes.
- Elaeodendron bupleuroides (Guillaumin) R.H.Archer
- Elaeodendron croceum (Thunb.) DC.
- Elaeodendron cunninghamii Montrouz.
- Elaeodendron curtipendulum Endl.
- Elaeodendron ehrenbergii Urb.
- Elaeodendron ellipticum Decne.
- Elaeodendron fruticosum N.Robson
- Elaeodendron glaucum (Rottb.) Pers.
- Elaeodendron gymnosporoides Baker
- Elaeodendron humbertii H.Perrier
- Elaeodendron kamerunense (Loes.) Villiers
- Elaeodendron lanceolatum Urb. & Ekman
- Elaeodendron laneanum A.H.Moore
- Elaeodendron lycioides Baker
- Elaeodendron matabelicum Loes.
- Elaeodendron melanocarpum F.Muell.
- Elaeodendron nipense Bisse
- Elaeodendron nitidulum Baker
- Elaeodendron orientale Jacq.
- Elaeodendron paniculatum Wight & Arn.
- Elaeodendron papillosum Hochst.
- Elaeodendron parvifolium R.H.Archer
- Elaeodendron pauciflorum Tul.
- Elaeodendron pilosum Baker
- Elaeodendron pininsulare Hürl.
- Elaeodendron schinoides Spreng.
- Elaeodendron schlechterianum (Loes.) Loes.
- Elaeodendron schweinfurthianum (Loes.) Loes.
- Elaeodendron trachycladum Baker
- Elaeodendron transvaalense (Burtt Davy) R.H.Archer
- Elaeodendron vaccinioides Baker
- Elaeodendron viburnifolium (Juss.) Merr.
- Elaeodendron vitiense A.C.Sm.
- Elaeodendron xylocarpum (Vent.) DC.

... · 
Apodostigma · 
Bhesa · 
Celastrus · 
Cassine · 
Catha · 
Euonymus (Kardinaalsmuts) · 
Parnassia · 
Salacia · 
Stackhousia · 
...